# Långenäs, Härryda kommun
Långenäs är en ort nordost om Mölnlycke i Härryda kommun. 
Långenäs ligger vid södra sidan av Landvettersjön. Här finns en stor gård från vilken tomter har styckats av och bebyggts med villor. Kust till kust-banan passerar här, och tack vare villabebyggelsen fick Långenäs en hållplats som var i drift från 1906 till 1971. Hållplatsbyggnaden ritades i jugend-stil av Teodor Folcke och är idag kulturminnesmärkt.
Tätorten Nya Långenäs ligger på mark som tidigare tillhörde Långenäs gård.
Långenäs tillhör historiskt Landvetters socken, men överfördes 1948 till Råda socken.